# Wonga Beach
Wonga Beach – miasto w Australii, w stanie Queensland, nad Oceanem Spokojnym.